# Kakeru Funaki
Kakeru Funaki (舩木 翔 Funaki Kakeru?), född 13 april 1998, är en japansk fotbollsspelare.
I maj 2017 blev han uttagen i Japans trupp till U20-världsmästerskapet 2017.